# 1769년
1769년은 일요일로 시작하는 평년이다.

## 연호
- 청(淸) 건륭(乾隆) 34년
- 일본(日本) 메이와(明和) 6년
- 후 레 왕조(後黎朝) 까인흥(景興) 30년

## 기년
- 류큐(琉球) 쇼보쿠왕(尚穆王) 18년
- 청(淸) 고종 건륭제(高宗 乾隆帝) 34년
- 조선(朝鮮) 영조(英祖) 45년
- 후 레 왕조(後黎朝) 현종(顯宗) 30년

## 사건
- 5월 19일 - 교황 클레멘스 14세, 249대 로마 교황 취임.
- 10월 7일 - 영국 탐험가 제임스 쿡, 뉴질랜드 도착.
- 와트, 증기 기관 발명.
- 퀴뇨, 자동차의 시초인 파르디에 아 바푀르의 축소형이자 첫 모델을 개발하여 사람 네 명을 태우고 시속 4km의 속도로 파리 시내를 달리다.
- 영국, 산업 혁명 시작.

## 탄생
- 1월 21일 - 조선 후기의 왕족 상계군. (~1786년)
- 2월 18일 - 미국의 정치인 존 벨. (~1869년)
- 4월 14일 - 프랑스의 장군 바르텔레미 카트린 주베르. (~1799년)
- 5월 1일 - 아일랜드의 군사가 제1대 웰링턴 공작 아서 웰즐리. (~1852년)
- 8월 15일 - 프랑스의 군인, 황제 나폴레옹 보나파르트. (~1821년)
- 8월 23일 - 프랑스의 동물학자 조르주 퀴비에. (~1832년)
- 9월 14일 - 독일의 자연과학자, 지리학자 알렉산더 폰 훔볼트. (~1859년)

## 사망
- 2월 2일 - 제248대 로마의 교황 교황 클레멘스 13세. (1683년~)